# Campeonato Montenegrino de Voleibol Masculino
O  Campeonato Montenegrino  de Voleibol Masculino é a principal competição de clubes de voleibol masculino  do Montenegro.O torneio, chamado atualmente de  Prva liga , a segunda divisão chama-se Druga liga , são organizadas pela OSCG.